# Parallel Lines
Parallel Lines (Lineas Paralelas en su traducción al español) es el tercer álbum de estudio del grupo neoyorquino Blondie, lanzado el 23 de septiembre de 1978. Contiene algunas de las canciones más exitosas del grupo: "Hanging on the Telephone", "One Way or Another", "Sunday Girl" o "Heart of Glass". Incluye también un par de temas experimentales, "Fade Away And Radiate" y "I Know But I Don't Know", el primero de los cuales cuenta con la colaboración en la guitarra solista de Robert Fripp. La canción "Pretty Baby" se inspira en el personaje de Brooke Shields en la película homónima.
El primer sencillo contiene las dos versiones de la banda The Nerves incluidas en el mismo, como cara A "Hanging on the Telephone" y en la cara B "Will Anything Happen?", para después ir editando en distintos sencillos casi todos los temas del álbum, alarde que se pueden permitir pocas bandas.
Destaca el sencillo que contiene "Heart of Glass", canción que transporta definitivamente a Blondie, ya en 1979, de las pistas del club CBGB a las del Studio 54, situándolos en lo más alto de la popularidad a todos los niveles.
Parallel Lines es el gran disco pop dentro del punk antes de que las grandes discográficas descubrieran que el éxito comercial de Sex Pistols, Blondie, The Stranglers y otros tantos artistas no había sido casualidad. Puede ser considerado uno de los discos fundadores de la new wave (en la que se inscribirían bandas como Talking Heads), con melodías más suaves que las del punk, letras más elaboradas, pero igual actitud corrosiva.
En 2003, en una edición especial, la revista Rolling Stone posicionó el álbum en el puesto 140 de su lista de los 500 mejores álbumes de todos los tiempos.

## Lista de canciones
Cara A:
1. Hanging on the Telephone (Jack Lee) – 2:17
2. One Way or Another (Nigel Harrison, Deborah Harry) – 3:31
3. Picture This (Jimmy Destri, D. Harry, Chris Stein) – 2:53
4. Fade Away and Radiate (C. Stein) – 3:57
5. Pretty Baby (D. Harry, C. Stein) – 3:16
6. I Know But I Don't Know (Frank Infante) – 3:53

Cara B:
1. 11:59 (J. Destri) – 3:19
2. Will Anything Happen? (J. Lee) – 2:55
3. Sunday Girl (C. Stein) – 3:01
4. Heart of Glass (D. Harry, C. Stein) - 3:22 para EE. UU. / 3:54 para Reino Unido
5. I'm Gonna Love You Too (Joe B. Mauldin, Norman Petty, Niki Sullivan) – 2:03
6. Just Go Away (D. Harry) – 3:21

## Personal
- Deborah Harry - Voz y coros.
- Chris Stein - Guitarra eléctrica,  guitarra acústica de 12 cuerdas y E-bow.
- Frank Infante - Guitarra rítmica.
- Jimmy Destri - sintetizadores.
- Nigel Harrison - Bajo eléctrico.
- Clem Burke - Batería y percusión.

## Listas de éxitos
| Año  | País           | Posición máxima |
| ---- | -------------- | --------------- |
| 1978 | Reino Unido    | 1               |
| 1978 | Australia      | 2               |
| 1978 | Países Bajos   | 4               |
| 1978 | Estados Unidos | 6               |
| 1978 | Suecia         | 9               |
| 1978 | Noruega        | 16              |
| 1978 | Austria        | 24              |
| 2004 | Reino Unido    | 60              |